# Russell 1000
| Russell 1000             | Russell 1000            |
| ------------------------ | ----------------------- |
| Russell Investment Group |                         |
| Stammdaten               |                         |
| Staat                    | Vereinigte Staaten      |
| Börse                    | New York Stock Exchange |
| ISIN                     | nicht bekannt           |
| WKN                      | nicht bekannt           |
| Symbol                   | RUI                     |
| RIC                      | ^RUI                    |
| Bloomberg-Code           | RIY <INDEX>             |
| Kategorie                | Aktienindex             |
| Typ                      | Kursindex               |
| Familie                  | Russell                 |

Der Russell 1000 ist ein weltweit beachteter Aktienindex. In ihm sind die 1000  Unternehmen in den USA mit der höchsten Marktkapitalisierung gelistet. Der Russell 1000 steht in Konkurrenz zum S&P 500-Index der Gesellschaft Standard & Poor’s.

## Berechnung
Der Russell 1000 ist ein Kursindex und repräsentiert 90 Prozent der Marktkapitalisierung  der US-amerikanischen Aktienmärkte. Als Basis dienen die 1000 größten Aktiengesellschaften des Russell 3000. Berechnet wird der Index nach der Wertindex-Formel, die als Meßzahl die Gesamtwertveränderung angibt. Der Russell 1000 wird nicht um Dividendenzahlungen bereinigt. Kapitalmaßnahmen wie Aktiensplits haben keinen (verzerrenden) Einfluss auf den Index.
Das Anlageuniversum beinhaltet alle Unternehmen mit Sitz in den USA, die an der  New York Stock Exchange (NYSE), der NYSE Amex (früher American Stock Exchange) und der NASDAQ gelistet sind. Die Gewichtung erfolgt nach der Marktkapitalisierung. Über eine Aufnahme in den Index entscheidet die Investment- und Beratungsfirma  Russell Investment Group. Die Zusammensetzung des Index wird jährlich überprüft. Die Berechnung wird während der NYSE-Handelszeit von 9:30 bis 16:00 Ortszeit (15:30 bis 22:00 MEZ) jede Sekunde aktualisiert.

## Geschichte

### Historischer Überblick
Der Russell 1000 wurde 1984 von der Investment- und Beratungsfirma Russell Investment Group entwickelt und auf monatlicher Basis bis 1978 zurückgerechnet. Er ist so definiert, dass der Index am 31. Dezember 1986 den Wert 130 angenommen hätte.
Ein Meilenstein in der Entwicklung des Russell 1000 war der 6. August 1997, als er mit 503,65 Punkten erstmals den Handel über der 500-Punkte-Marke beendete. Der Index markierte auch in den folgenden Jahren weitere Rekordstände. Am 6. Juli 1998 schloss er mit 604,61 Punkten zum ersten Mal über der Marke von 600 Punkten. Die Marke von 700 Punkten überwand der Index erstmals am 12. April 1999 mit einem Schlussstand von 702,89 Punkten.
Am 22. März 2000 schloss er mit 800,06 Punkten zum ersten Mal über der 800-Punkte-Marke. Bis zum 1. September 2000 stieg der Index auf 813,71 Punkte, was für sechseinhalb Jahre sein Allzeithöchststand blieb. Nach dem Platzen der Spekulationsblase im Technologiesektor (Dotcom-Blase) fiel das Kursbarometer bis zum 9. Oktober 2002 auf einen Tiefststand von 410,52 Punkten. Das war ein Rückgang seit dem 1. September 2000 um 49,5 Prozent.
Der 9. Oktober 2002 bedeutete das Ende der Talfahrt. Ab Herbst 2002 war der Russell 1000 wieder auf dem Weg nach oben. Das Hoch vom  1. September 2000 überwand der Index am 25. April 2007, als er mit 815,43 Punkten schloss. Am 9. Oktober 2007 markierte der Russell 1000 mit einem Schlussstand von 852,32 Punkten ein Allzeithoch.
Im Verlauf der internationalen Finanzkrise, die im Sommer 2007 in der US-Immobilienkrise ihren Ursprung hatte, begann der Index wieder zu sinken. Am 9. Oktober 2008 schloss er mit 492,13 Punkten erstmals seit dem 23. Mai 2003 unter der Grenze von 500 Punkten. Auf den tiefsten Stand seit dem 1. Oktober 1996 fiel der Russell 1000 am 9. März 2009, als er den Handel mit 367,55 Punkten beendete. Seit dem Allzeithoch vom 9. Oktober 2007 entspricht das einem Rückgang um 56,9 Prozent.
Der 9. März 2009 bedeutete das Ende der Talfahrt. Ab dem Frühjahr 2009 war der Börsenindex wieder auf dem Weg nach oben. Bis zum 29. April 2011 stieg er um 106,0 Prozent auf einen Schlussstand von 758,45 Punkten. Die Abschwächung der globalen Konjunktur und die Verschärfung der Eurokrise führten zu einem Kurseinbruch des Aktienindex. Am 3. Oktober 2011 beendete das Kursbarometer den Handel bei 604,42 Punkten und damit um 20,3 Prozent tiefer als fünf Monate zuvor.
Die Ankündigung neuer Anleihekaufprogramme der Europäischen Zentralbank und der US-Notenbank in grundsätzlich unbegrenztem Umfang führte zu einer Erholung der Kurse am Aktienmarkt. Die monetären Impulse spielten eine größere Rolle bei der Kursbildung, als die weltweite Wirtschaftsabkühlung und die Lage der Unternehmen. Am 17. Januar 2013 schloss der Russell 1000 bei 821,61 Punkten und damit um 35,9 Prozent höher als am 3. Oktober 2011.

### Höchststände
Die Übersicht zeigt die Allzeithöchststände des Russell 1000.
|                      | Punkte | Datum                        |
| -------------------- | ------ | ---------------------------- |
| im Handelsverlauf    | 858,64 | Donnerstag, 11. Oktober 2007 |
| auf Schlusskursbasis | 852,32 | Dienstag, 9. Oktober 2007    |

### Meilensteine
Die Tabelle zeigt die Meilensteine des Russell 1000 seit 1986.
| Erster Schlussstand über | Schlussstand in Punkten | Datum             |
| ------------------------ | ----------------------- | ----------------- |
| 135                      | 130,00                  | 31. Dezember 1986 |
| 200                      | 203,32                  | 31. Mai 1991      |
| 250                      | 251,63                  | 14. Oktober 1993  |
| 300                      | 301,36                  | 27. Juli 1995     |
| 350                      | 351,81                  | 12. Februar 1996  |
| 400                      | 401,02                  | 25. November 1996 |
| 450                      | 452,24                  | 9. Juni 1997      |
| 500                      | 503,65                  | 6. August 1997    |
| 550                      | 552,93                  | 26. Februar 1998  |
| 600                      | 604,61                  | 6. Juli 1998      |
| 650                      | 663,67                  | 6. Januar 1999    |
| 700                      | 702,89                  | 12. April 1999    |
| 750                      | 751,73                  | 22. Dezember 1999 |
| 800                      | 800,06                  | 22. März 2000     |
| 850                      | 852,32                  | 9. Oktober 2007   |

### Jährliche Entwicklung
Die Tabelle zeigt die jährliche Entwicklung des bis 1978 zurückgerechneten Russell 1000.
| Jahr | Schlussstand in Punkten | Veränderung in Punkten | Veränderung in % |
| ---- | ----------------------- | ---------------------- | ---------------- |
| 1978 | 51,58                   |                        |                  |
| 1979 | 59,87                   | 8,29                   | 16,07            |
| 1980 | 75,20                   | 15,33                  | 25,61            |
| 1981 | 67,93                   | −7,27                  | −9,67            |
| 1982 | 77,24                   | 9,31                   | 13,71            |
| 1983 | 90,38                   | 13,14                  | 17,01            |
| 1984 | 90,31                   | −0,07                  | −0,08            |
| 1985 | 114,39                  | 24,08                  | 26,66            |
| 1986 | 130,00                  | 15,61                  | 13,65            |
| 1987 | 130,02                  | 0,02                   | 0,02             |
| 1988 | 146,99                  | 16,97                  | 13,05            |
| 1989 | 185,11                  | 38,12                  | 25,93            |
| 1990 | 171,23                  | −13,88                 | −7,50            |
| 1991 | 220,61                  | 49,38                  | 28,84            |
| 1992 | 233,59                  | 12,98                  | 5,88             |
| 1993 | 250,70                  | 17,11                  | 7,32             |
| 1994 | 244,64                  | −6,06                  | −2,42            |
| 1995 | 328,89                  | 84,24                  | 34,44            |
| 1996 | 393,75                  | 64,86                  | 19,72            |
| 1997 | 513,79                  | 120,04                 | 30,49            |
| 1998 | 642,87                  | 129,08                 | 25,12            |
| 1999 | 767,97                  | 125,10                 | 19,46            |
| 2000 | 700,09                  | −67,88                 | −8,84            |
| 2001 | 604,94                  | −95,15                 | −13,59           |
| 2002 | 466,18                  | −138,76                | −22,94           |
| 2003 | 594,56                  | 128,38                 | 27,54            |
| 2004 | 650,99                  | 56,43                  | 9,49             |
| 2005 | 679,42                  | 28,43                  | 4,37             |
| 2006 | 770,08                  | 90,66                  | 13,34            |
| 2007 | 799,82                  | 29,74                  | 3,86             |
| 2008 | 487,77                  | −312,05                | −39,02           |
| 2009 | 612,01                  | 124,24                 | 25,47            |
| 2010 | 696,90                  | 84,89                  | 13,87            |
| 2011 | 693,36                  | −3,54                  | −0,51            |
| 2012 | 789,90                  | 96,54                  | 13,92            |
| 2013 | 1.030,36                | 240,46                 | 30,44            |
| 2014 | 1.144,37                | 114,01                 | 11,07            |
| 2015 | 1.131,88                | −12,49                 | −1,09            |
| 2016 | 1.241,66                | 109,78                 | 9,70             |
| 2017 | 1.481,81                | 240,15                 | 19,34            |
| 2018 | 1.384,26                | −97,55                 | −6.58            |
| 2019 | 1.784,21                | 399,95                 | 28,89            |
| 2020 | 2.120,87                | 336,66                 | 18,87            |
| 2021 | 2.645,91                | 525,04                 | 24,76            |
| 2022 | 2.105,90                | −540,01                | −20,41           |
| 2023 | 2.622,14                | 516,24                 | 24,51            |
| 2024 | 3.221,05                | 598,91                 | 22,84            |